# آدام سواوینسکی
آدام سواوینسکی (لهستانی: Adam Sławiński؛ زادهٔ ۲۷ نوامبر ۱۹۳۵) آهنگساز و موسیقی‌دان اهل لهستان است.
از فیلم‌ها یا مجموعه‌های تلویزیونی که وی در آن‌ها نقش داشته است، می‌توان به خرده‌دهقانان و جهش اشاره نمود.